# Воден синдикат „Въча“
Водният синдикат „Въча“ е българско предприятие и един от най-големите промишлени проекти в страната между двете световни войни. То представлява кооперация, имаща за цел изграждането на язовир и електроцентрала и електрификацията на селищата в близост до него.

## Първоначални планове
Водният синдикат „Въча“ е една от най-големите кооперации, създадени на основата на прокарания от правителството на Александър Стамболийски закон за водните синдикати. Съгласно този закон, държавата е длъжна да финансира 30% от стойността и да даде гаранция за кредити, отпуснати от държавната Българска земеделска банка (БЗБ). Учреден през 1920 година, синдикатът трябва да набере капитал от 500 милиона лева, записването на който се очаква да продължи в хода на строителството и до въвеждането на съоръженията в експлоатация.
Проектирането на язовира започва през 1921 година, а строителството — през 1923 година, като първоначално се планира то да продължи до 1935 година. Предвижда се цената на електроенергията да бъде 2,7 лева/kW.h, значително по-ниско от средните цени през 1925 година, които са около 7 лева/kW.h. Капацитетът на централата трябва да бъде около 36 милиона kW.h/година.
Работата на синдиката започва сред голям обществен интерес, като в кооперацията се включват множество частни лица, общини, кооперации, популярни банки, благотворителни дружества, училищни настоятелства. При самото основаване държавата се включва с дял от 30 милиона лева, дялове придобива и Българската народна банка (БНБ), а Българската централна кооперативна банка (БЦКБ) се ангажира с финансирането на строежа.

## Първи технически проблеми
Проектът за язовира и електроцентралата е изготвен от инженер Романов, назначен за технически директор на Водния синдикат „Въча“. Първоначално той включва два варианта, но те са отхвърлени от австрийските консултанти, наети от синдиката. Романов подготвя нов вариант на проекта и ръководството на синдиката го приема, въпреки че консултантът отново има известни забележки. Строителните работи започват през 1923 година, като изпълнителят е определен без търг.
В хода на работата конфликтите между Романов и австрийските консултанти на проекта се задълбочават. След като те установяват преразходи, ръководството на синдиката решава да предаде техническото ръководство на проекта на двама австрийски инженери. След пристигането си на място те установяват изместване на трасето на силовия тунел с повече от 20 m, спрямо проектното му положение, и препоръчват спиране на строителните работи до изясняване на положението. Правителствена експертна комисия потвърждава техните изводи и Романов е окончателно отстранен от проекта. Това става „без много шум и гюрултия“, за да „не се създава паника“.
Установява се, че отстраняването на грешките в първоначалния проект ще доведат до огромно увеличение на разходите по строителството — от първоначално предвижданите 107 милиона на 570 милиона лева. Ръководството на синдиката признава, че фрапиращата разлика не може да бъде покрита с предвиждания капитал на предприятието, но решава да продължи работата, тъй като вече са изразходвани 70 милиона лева.

## Финансова криза
Към края на 1924 година финансовото състояние на Водния синдикат „Въча“ е тежко. Въпреки че кооперацията има 10 хиляди членове, записаният капитал е 122 милиона лева, от които 55% – от държавата, БНБ и общините. В същото време реално внесеният капитал е едва 60 милиона лева, от които 70% са платени от държавата и БНБ.
В началото на 1925 година ръководството на синдиката установява, че за следващите 3 години планираният дефицит на предприятието надхвърля 300 милиона лева, и се обръща с искане за финансова помощ от държавата. При новите обстоятелства е ясно, че кооперацията ще е нерентабилна дори след въвеждането на съоръженията в експлоатация, поради което се набляга на положителния пропаганден ефект от електрификацията на значителен брой селища в региона. На специална среща министърът на земеделието и управителите на БНБ и БЦКБ решават да финансират с държавни средства проекта, като част предстоящите през 1925 година разходи са покрити с увеличение на държавните дялове в синдиката и с държавно гарантирани кредити от БЗБ.
Тези мерки не успяват да разрешат финансовите проблеми на синдиката и през лятото на 1925 година той взема решение да забави темпа на строителство, като по този начин намали текущите си дефицити. По това време правителството на Александър Цанков, въпреки съпротивата на БНБ, обещава заем чрез БЗБ от нови 50 милиона лева, като за тази цел блокира в БНБ фонд, предназначен за строежа на нова сграда на Министерството на финансите. В продължение на месеци двете банки не могат да се споразумеят по участието си в операцията, което създава опасност от ново спиране на строежа.

## Краят на 20-те години и Голямата депресия
В края на 20-те години финансовото положение на синдиката донякъде се стабилизира от прилива на външни капитали в страната. Стабилизационният заем помага за известно изчистване на взаимните задължения, свързани с проекта, между БНБ, БЦКБ, БЗБ и правителството. През 1929 година е проведен търг за доставка на оборудване, спечелен от френска компания. Започналата малко по-късно Голяма депресия отново лишава проекта от финансиране и реалните доставки са отложени.
По време на депресията финансовият министър Стефан Стефанов настоява за преразглеждане на политиката на инвестиране на държавни средства в кооперации, „където неотговорни хора управляват и разхищават държавните милиони“, най-видният пример за които е Водният синдикат „Въча“. Той дори предлага фактическото положение, при което проектът е почти изцяло финансиран от държавата, да бъде формално утвърдено с национализацията на предприятието, но предложението му остава нереализирано.

## Завършване на проекта
В средата на 30-те години Водният синдикат „Въча“ дължи само на БЗБ огромната сума от 536 милиона лева. Въпреки че не може да обслужва задълженията си, със съдействието на правителството той продължава да получава нови заеми, с които да поддържа дейността си. По това време е завършена и пусната в експлоатация електроцентралата, но това не подобрява особено финансовото положение на предприятието.
Така например, с промените в устройството на БНБ във връзка с отпускането на Бежанския заем през 1926 година, банката е длъжна да прекрати участието си в други предприятия. През 1927 година тя решава да изтегли дела си от 3 милиона лева във Водния синдикат „Въча“, но това е невъзможно, поради постоянните финансови проблеми на предприятието. След продължителни преговори, едва през 1939 година е постигнато споразумение банката да получи до края на следващата година 2 милиона лева, като се отказва от останалия дял и от лихвите по вземането.